# Masoveria de Can Bartra
La Masoveria de Can Bartra és una casa modernista de Mataró (Maresme), catalogada com a bé cultural d'interès local.

## Descripció
Edifici aïllat de planta baixa i pis. Utilització d'arcs de ferradura i neogòtics en les obertures. Coberta a quatre vessants amb voladís aguantat per mensules.
La façana presenta un estucat a carreu lliscat incorporant el totxo a sardinell per emmarcar les obertures i cantonades de l'edifici i l'aplacat de pedra com a continuació de la tanca del recinte de can Bartra.